# Алещенко Сергій Володимирович
Сергі́й Володи́мирович Але́щенко — український військовик, прапорщик Міністерства внутрішніх справ України, учасник російсько-української війни.

## Життєпис
У мирний час проживає в м. Дніпро. Станом на березень 2018-го — в селищі Авіаторське з дружиною та 2 доньками.

## Нагороди
За особисту мужність і героїзм, виявлені у захисті державного суверенітету та територіальної цілісності України, вірність військовій присязі під час російсько-української війни
- орденом «За мужність» III ступеня (19.12.2014) (22.1.2015).